# Get the Balance Right!
Get the Balance Right! – singel grupy Depeche Mode. Nagrań live dokonano podczas siedemnastego koncertu trasy Broken Frame Tour w Hammersmith Odeon w Londynie (Wielka Brytania) – 25 października 1982. Piosenka jest także pierwszym utworem zespołu, w którego nagrywaniu wziął udział Alan Wilder.

## Wydany w krajach
- Australia (7", 12")
- Belgia (CD)
- Brazylia (CD)
- Francja (7", 12", CD)
- Grecja (7")
- Hiszpania (7", 12")
- Japonia (7")
- Kanada (12")
- Niemcy (7", 12", CD)
- Portugalia (7")
- RPA (7")
- Szwecja (7")
- Unia Europejska (CD)
- USA (12", CD)
- Wielka Brytania (7", 12", CD)
- Włochy (7", 12")

## Informacje
- Nagrano w Blackwing Studios, Londyn (Wielka Brytania)
- Produkcja Daniel Miller i Depeche Mode
- Remixowanie Phil Harding
- Teksty i muzyka Martin Lee Gore oraz Alan Wilder

## WydaniaMute
- 7 BONG 2 wydany 31 stycznia 1983
  1. Get the Balance Right! - 3:12
  2. The Great Outdoors - 5:01

- 12 BONG 2 
  1. Get the Balance Right! (Combination Mix) – 7:57
  2. The Great Outdoors - 5:01
  3. Tora! Tora! Tora! (live) – 4:00

- 12 BONG 2  (wydanie testowe)
  1. Get the Balance Right! (Combination Mix) – 7:57
  2. The Great Outdoors - 5:01
  3. Tora! Tora! Tora! (live) – 4:00

- L12 BONG 2 
  1. Get the Balance Right! - 3:12
  2. My Secret Garden (live) – 7:28
  3. See You (live) – 4:11
  4. Satellite (live) – 4:28
  5. Tora! Tora! Tora! (live) – 4:00

- L12 BONG 2  (wydanie testowe)
  1. Get the Balance Right! - 3:12
  2. My Secret Garden (live) – 7:28
  3. See You (live) – 4:11
  4. Satellite (live) – 4:28
  5. Tora! Tora! Tora! (live) – 4:00

- CD BONG 2 wydany 1991
  1. Get the Balance Right! - 3:13
  2. The Great Outdoors - 5:03
  3. Get the Balance Right! (Combination Mix) – 7:58
  4. Tora! Tora! Tora! (live) – 3:47

- MVS 
  1. Get the Balance Right! - 3:12
  2. The Great Outdoors - 5:01